# Christine Gambert
Pas d'image ? Cliquez ici
Christine Gambert est une grimpeuse française, connue notamment pour sa pratique de l'escalade sportive à haut-niveau dans les années 1980. Elle est la première femme française à gravir une voie cotée 8a en 1987, peu après la grimpeuse italienne Luisa Iovane (1986) et avant Lynn Hill.

## Biographie
Elle fait partie des grimpeuses qui se sont distinguées vers le milieu des années 1980. Elle est la première Française à grimper une voie cotée 7c+ en 1985 puis 8a en 1987.
Après Louise Shepherd qui commencera à s'établir sur les voies difficiles, dans le Yosemite,  il s'agissait de Nyrie Dodd, en Australie, qui passera prendre Christine pour l'Inde, pour des voies encore plus difficiles …

## Réalisations en falaise
| Date | Voie               | Site                                         | Roche            | Cotation (FR) | Note                     |
| ---- | ------------------ | -------------------------------------------- | ---------------- | ------------- | ------------------------ |
| 1987 | Rêve de papillon   | Buoux (France)                               | Calcaire/molasse | 7c+ (ex-8a)   |                          |
| 1983 | Direkte Westwand 8 | Oed, sur le site Dohlenwand (Allemagne)      | Calcaire         | 7a            | Voie historique          |
| 1985 | Chimpanzodrome     | Le Saussois (France)                         | Calcaire         | 7c+           | 1er 7c+ féminin français |
| 1985 | Magnet 9           | Obertrubach, Richard Wagner Fels (Allemagne) | Calcaire         | 7c            | 2d 7c féminin français   |
| ?    | Monster Crack      | Nenzlingen, Chuenisberg (Suisse)             | Calcaire         | 8a+           |                          |
| ?    | Spiderman          | Le Bochet, l'entrée de la grotte (France)    | Calcaire         | 8a+           |                          |